# Associazione Calcio Ospitaletto 1992-1993
Questa voce raccoglie le informazioni riguardanti l'Associazione Calcio Ospitaletto nelle competizioni ufficiali della stagione 1992-1993.

## Rosa
| N. |                   | Ruolo | Calciatore           |
| -- | ----------------- | ----- | -------------------- |
|    | Italia (bandiera) | D     | Alfonso Bertozzi     |
|    | Italia (bandiera) | P     | Maurizio Bonati      |
|    | Italia (bandiera) | C     | Maurizio Cadei       |
|    | Italia (bandiera) | A     | Giorgio Carbone      |
|    | Italia (bandiera) | P     | Daniele Cerretti     |
|    | Italia (bandiera) | A     | Alessandro Costa     |
|    | Italia (bandiera) | C     | Alessandro Ettori    |
|    | Italia (bandiera) | C     | Antonio Filippini    |
|    | Italia (bandiera) | C     | Emanuele Filippini   |
|    | Italia (bandiera) | D     | Riccardo Masia       |
|    | Italia (bandiera) | C     | Massimo Mazzucchelli |
|    | Italia (bandiera) | C     | Marco Moia           |

| N. |                   | Ruolo | Calciatore          |
| -- | ----------------- | ----- | ------------------- |
|    | Italia (bandiera) | D     | Beniamino Montagni  |
|    | Italia (bandiera) | C     | Gianpaolo Olivari   |
|    | Italia (bandiera) | C     | Davide Onorini      |
|    | Italia (bandiera) | D     | Maurizio Pecoraro   |
|    | Italia (bandiera) | D     | Ivan Pelati         |
|    | Italia (bandiera) | A     | Michele Pisasale    |
|    | Italia (bandiera) | D     | Christian Prandelli |
|    | Italia (bandiera) | A     | Luca Rainieri       |
|    | Italia (bandiera) | C     | Roberto Regina      |
|    | Italia (bandiera) | C     | Andrea Rossato      |
|    | Italia (bandiera) | D     | Ivan Tolotti        |